# Sigurd Leeder
Sigurd Leeder (Amburgo, 14 agosto 1902 – Herisau, 20 giugno 1981) è stato un ballerino e coreografo tedesco.

## Biografia
Dopo aver completato gli studi alla scuola di arti decorative di Amburgo, si lanciò nella coreografia da autodidatta con Tanz ohne Musik (1920). Incontrò Kurt Jooss nel 1924 ed insieme fondarono Neue Tanzbühne al teatro di Münster, ed aprirono poi un dipartimento di danza alla Folkwang Hochschule di Essen (1927).
Accompagnando i Ballets Jooss a Dartington Hall, si dedicò all'insegnamento nella nuova scuola Jooss-Leeder, insegnado le teorie di Rudolf Laban applicate all'arte coreutica ed all'eucinetica. Nel 1947 fondò a Londra una propria scuola e divenne coreografo all'Old Vic Festival ed al Festival di Edimburgo.
Nel 1965, fondò una scuola ad Herisau che diresse fino alla morte.
Leeder fu, assieme ad Albrecht Knust, uno dei precursori della notazione Laban che contribuì ad elaborare e diffondere.